# جورج بارتنيف
جورج بارتنيف (بالإنجليزية: George Bartenieff)‏ مواليد 24 يناير 1933 في برلين، هو ممثل أمريكي بدأ مسيرته الفنية سنة 1964. فاز بجائزة دراما ديسك.

## الأعمال

### أفلام
- جولي وجوليا
- الديكتاتور

### مسلسلات
- القانون والنظام: النية الإجرامية
- 30 روك
- اكبح حماسك
- الإبتدائية
- الفردوس المفقود

## روابط خارجية
- جورج بارتنيف على موقع IMDb (الإنجليزية)
- جورج بارتنيف على موقع ألو سيني (الفرنسية)
- جورج بارتنيف على موقع أول موفي (الإنجليزية)
- جورج بارتنيف على موقع قاعدة بيانات برودواي على الإنترنت (الإنجليزية)
- جورج بارتنيف على موقع قاعدة بيانات الأفلام السويدية (السويدية)
- جورج بارتنيف على موقع قاعدة بيانات الفيلم (الإنجليزية)
- جورج بارتنيف على موقع كينوبويسك (الروسية)